# کانا (کالیفرنیا)
کانا (به انگلیسی: Cana) یک منطقهٔ مسکونی در ایالات متحده آمریکا است که در شهرستان بیوت، کالیفرنیا واقع شده‌است. کانا ۵۱ متر بالاتر از سطح دریا واقع شده‌است.